# Lethe laticincta
Lethe laticincta är en fjärilsart som beskrevs av Hans Fruhstorfer 1908. Lethe laticincta ingår i släktet Lethe och familjen praktfjärilar. Inga underarter finns listade i Catalogue of Life.